# Giambattista Basile

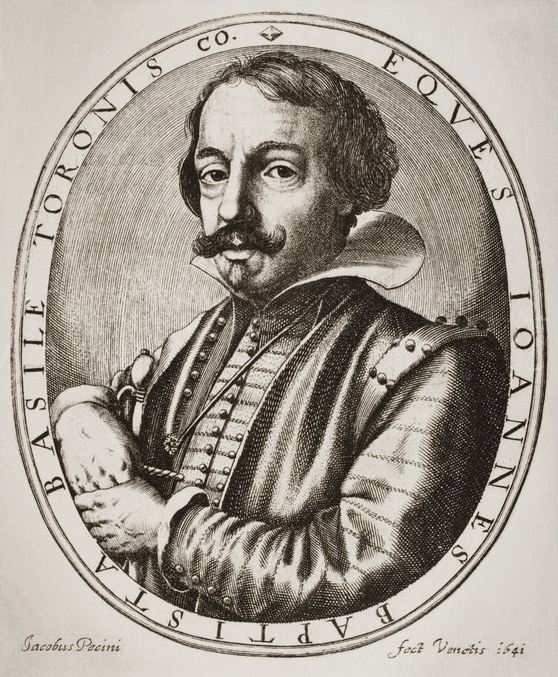
Giambattista Basile

Der Neapolitaner Giambattista Basile (auch Giovan Battista oder Giovanni Battista Basile; in Giugliano in Campania, 15. Februar 1566 (Datum der Taufe); † 23. Februar 1632 in Giugliano in Campania) war ein italienischer Schriftsteller und Höfling verschiedener Fürsten. Er verfasste Gedichte sowie Theaterstücke und gilt durch sein Hauptwerk Il Pentamerone als Europas erster großer Märchenerzähler.

## Leben
Basile gehörte einer angesehenen mittelständischen Familie an. In seiner Jugend war er Soldat in venezianischen Diensten, in dieser Zeit begann er zu dichten. Seine erste überlieferte literarische Produktion ist ein Vorwort aus dem Jahre 1604 zur Vaiasseide seines Freundes, des neapolitanischen Schriftstellers Giulio Cesare Cortese. Im folgenden Jahr wurde sein Lied Smorza crudel amore vertont, 1608 publizierte er sein Gedicht Il Pianto della Vergine (Klage der Jungfrau). Im selben Jahr kehrte der Dichter nach Neapel zurück und wurde dank der Unterstützung seiner Schwester Adriana Basile, einer bekannten und einflussreichen Sängerin, zum Hofpoeten ernannt. 1611 trat Basile seinen Dienst bei Luigi Carafa, Prinz von Stigliano, an und gründete im selben Jahr gemeinsam mit den literati von Neapel die Accademia degli Oziosi (dt. Die Akademie der Müßiggänger) am Hofe des Prinzen, dem er sein Theaterstück Le avventurose disavventuree widmete. Dieser literarischen Akademie gehörten viele bekannte Neapolitaner und Spanier an, unter anderem Francisco de Quevedo. Anschließend folgte er seiner Schwester Adriana an den Hof von Vincenzo I. Gonzaga in Mantua, immer Teil der Accademia. In dieser Stadt der Lombardei wurden die Madrigale, Oden, Le Egloghe amorose e lugubri, die zweite überarbeitete und erweiterte Auflage des Il Pianto della Vergine und das Drama in fünf Akten La Venere addolorata gedruckt. Außerdem besorgte Basile, unter anderem, die erste Ausgabe der Gedichte Galeazzos von Tarsia. Ein weiterer Mäzen war Don Marino II Caracciolo, Prinz von Avellino, dem er 1618 seine Idylle L’Aretusa zueignete. Aus demselben Jahr datiert sein Theaterstück Guerriero amante. Als Basile 1632 starb, hatte er den Status eines Grafen (Conte di Torrone) erreicht.
Er wurde begraben in der Kirche Santa Sofia in seiner Geburtsstadt Giugliano.

## Das Pentameron
Basiles Schwester Adriana gab sein Hauptwerk posthum zwischen 1634 und 1636 unter dem Pseudonym Gian Alesio Abbattutis, einem Anagramm des Autornamens, und dem Titel Lo cunto de li cunti, overo Lo trattenemiento de peccerille (La fiaba delle fiabe ovvero come intrattenere i bambini, dt. „Das Märchen der Märchen oder Unterhaltung für Kinder“) heraus. Ab 1674 wurde die Sammlung in Il Pentamerone (Das Pentameron), also Fünf-Tage-Werk, umbenannt.
Wie Giovanni Francesco Straparola sowie Giovanni Boccaccio erfindet auch Basile eine Rahmenhandlung. Diese Rahmenhandlung des Pentameron (lo cunto) ist selbst ein Märchen. So erklärt sich der Titel Das Märchen der Märchen. Während das Decamerone Boccaccios in zehn Tage mit jeweils zehn Geschichten strukturiert ist, erzählen im Pentamerone zehn Frauen in neapolitanischem Dialekt an fünf Tagen fünfzig Märchen, die Basile mit einem zweiten Rahmen aus moralisierenden Sprichwörtern und Sentenzen sowie zeitgeschichtlichen und ironischen Zusätzen versah. Die Handlungen schöpfte der Autor aus volkstümlichen und orientalischen Überlieferungen sowie der griechischen Mythologie. Jacob und Wilhelm Grimm entdeckten viele Ähnlichkeiten zu den von ihnen gesammelten mündlich tradierten Stoffen und Motiven. Bei Basile finden sich jedoch die ersten vollständigen Fassungen vieler bekannter Märchen wie Aschenputtel, Der gestiefelte Kater, Schneewittchen, Die Schöne und das Biest, Der Froschkönig oder auch Rapunzel. Das Charakteristikum dieser neapolitanischen Dichtung ist die Verbindung volkstümlicher Elemente mit einer spielerischen barocken Erzählweise, die Allegorien, Wortspiele, Witz und Humor sowie mutwillige Wortvarianten und Schnörkel einbezieht.
Das Pentameron wurde erst relativ spät aus dem Neapolitanischen in andere Sprachen übersetzt und diente als wichtige Quelle für spätere Sammler und Verfasser von Märchen wie Charles Perrault, Clemens Brentano, Ludwig Tieck und die Brüder Grimm. Die erste deutsche Gesamtübersetzung durch Felix Liebrecht mit einem Vorwort von Jacob Grimm erschien im Jahre 1846 in Breslau.
2015 wurde mit Das Märchen der Märchen ein Kinofilm veröffentlicht, der sich an der literarischen Vorlage orientiert. Die Regie übernahm Matteo Garrone.

## Schriften
- Das Märchen der Märchen. Das Pentamerone. C.H. Beck, München 2000, ISBN 3-406-46764-4
(Nach dem neapolitanischen Text von 1634/36, neu übersetzt und erläutert).
  - 2. Aufl.: Das Märchen der Märchen : das Pentamerone / Giambattista Basile ; nach dem neapolitanischen Text von 1634/1636 vollständig und neu übersetzt und erläutert von Hanno Helbling, Alfred Messerli, Johann Pögl, Dieter Richter, Luisa Rubini, Rudolf Schenda und Doris Senn, herausgegeben von Rudolf Schenda. C.H. Beck, München 2015, ISBN 978-3-406-68629-0.